# 伊戈尔·彭
伊戈尔·彼得罗维奇·彭（俄語：Игорь Петрович Пэн，1926年1月18日—1998年9月5日），苏联华裔军人。他是近卫坦克第8军第58近卫坦克旅独立坦克第3营T-34坦克炮手，近卫上士军衔，曾获一级光荣勋章。

## 生平
1926年1月18日出生于鄂木斯克市，华裔，自幼在孤儿院长大。毕业于工厂技工学校，后定居布哈拉市，曾在葡萄酒厂担任箍桶匠，后转行建筑工人。
1942年9月虚报年龄（增报2岁）加入红军，1943年11月赴前线，最初为步兵，参与梅利托波尔和克里米亚解放战役，期间负伤。伤愈后进入坦克学校受训，重返前线后编入近卫坦克第60旅，先后担任坦克机枪手和炮手，转战乌克兰第1、第2方面军及白俄罗斯第1、第2方面军。
1944年8月30日，在库亚维地区亚历山德鲁夫定居点附近的一场战斗中，他作为M4A2坦克机枪手，协同车组摧毁敌方反坦克炮1门、机枪2挺，歼灭20余名德军，其中精准射杀10名机枪组员，为步兵开辟进攻通道。占领该居民点后，坦克连继续推进时遭到轰炸机袭击。三辆坦克被击中起火，乘员们成功撤离并带回了所有伤员，还俘虏了6名敌军。
根据近卫坦克第8军1944年9月21日命令，近卫上士伊戈尔·彼得罗维奇·彭被授予三级光荣勋章。
1945年1月16日，在姆瓦瓦地区突破敌军防线时，担任T-34坦克装填手的伊戈尔与车组配合，摧毁1辆豹式坦克和1门反坦克炮。当连长的坦克被击中起火时，他成功扑灭火焰，保住了坦克。
根据1945年2月14日命令，近卫上士伊戈尔·彼得罗维奇·彭被授予二级光荣勋章。
1945年3月5日，在普鲁士施塔加德市附近的战斗中，担任近卫坦克第58旅（荣获红旗勋章的布拉格旅）第3坦克营T-34坦克装填手的伊戈尔协助炮长摧毁2辆豹式坦克、1个重炮连、1个迫击炮连、5辆汽车、1支运输队和约45名敌军步兵。
在最后阶段的某次战斗中身负重伤。
根据苏联最高苏维埃主席团1945年6月29日命令，近卫上士伊戈尔·彼得罗维奇·彭因在伟大卫国战争最后阶段与德国法西斯侵略者的战斗中出色完成指挥任务，被授予一级光荣勋章，成为光荣勋章全级获得者。
1947年复员。回到鄂木斯克市。完成了水暖机械师培训课程，通过校外考试获得八年级学历，1955年顺利毕业于建筑中专。在家乡鄂木斯克的建筑工地工作，参与建设伏尔加和卡霍夫卡水电站。1960年加入苏联共产党。1965年毕业于莫斯科建筑工程学院。作为学生建设队成员，在哈萨克斯坦垦荒区工作了三年，获颁开垦处女地奖章。在一次出勤中腿部受重伤，导致1976-77年间膝盖以下截肢。
毕业后作为苏联专家组成员在阿尔及利亚参加建设工作。在塔什干地震救灾期间担任全苏学生建设总队总工程师。晚年居住在顿河畔罗斯托夫，在罗斯托夫民用设计联合体担任高级工程师。1998年9月5日逝世。

## 荣誉
曾获一级卫国战争勋章、三级光荣勋章、多枚奖章，包括勇敢奖章。